# 루엘에서 본 풍경
루엘에서 본 풍경(프랑스어: Vue prise à Rouelles)은 프랑스 화가 클로드 모네의 1858년 그림이다. 프랑스 북부 노르망디 르아브르의 루엘지구  (Rouelles)의 작은 하천과 그 주변 풍경을 그린 작품이다.
모네가 열일곱 살이었을 때 그린 작품으로 화가로서 가장 먼저 그린 그림이기도 하다. 모네의 서명 역시 본명인 'O. Monet', 즉 '오스카르클로드 모네'로 되어 있으나 20대 초반에 이르러 '오스카르'를 빼고 'Monet'라고만 서명하기 시작하였다.

## 배경

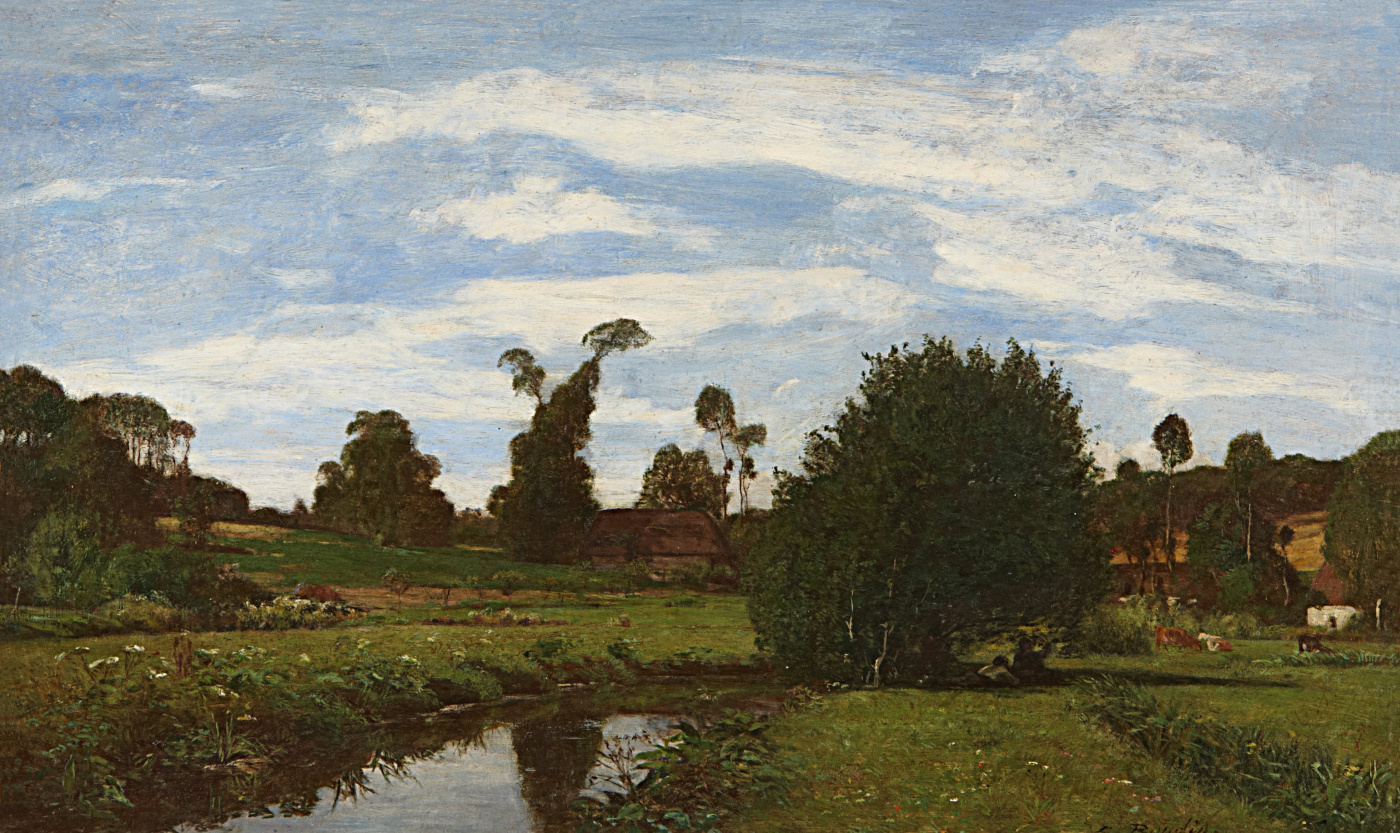
모네의 스승 외젠 부댕이 그린 같은 풍경의 그림 (1857년~1858년경)

오스카클로드 모네는 10대 때 르아브르에서 캐리커쳐 작가로 활동했다. 본인의 그림 홍보를 위해 현지 문구점인 '그라비에' (Gravier's)에 작품을 전시한 적이 있었다. 그 가게의 모네 그림 위에는 같은 도시에서 활동하던 외젠 부댕의 바다 풍경화가 걸려 있었는데, 모네는 이 그림을 두고 '역겹다'다면서 굉장히 거슬려 했고, 부댕 본인도 만난 적은 없었지만 싫어하게 되었다고 한다. 부댕과는 우연한 계기로 친구 사이였던 가게 주인은 모네에게 부댕을 소개시켜 주겠다고 하였으나 모네는 이를 거절했다. 어느날 모네는 부댕이 가게에 있는 줄도 모르고 들어왔다가 서로 안면을 텄다. 부댕은 모네의 캐리커쳐 그림을 칭찬했고, 풍경화도 도전해보지 않겠느냐며 격려해 주었다.
외젠 부댕은 모네보다 15년 일찍 그림을 시작한 선배로서 17세의 모네를 제자로 받아들였다. 두 사람이 서로 처음 만난지 불과 몇 달 후인 1858년 초여름에는 풍경화를 그리기 위해 르아브르 북동부의 루엘에 위치한 몽정 숲 (Montgeon)으로 여행을 떠났다. 모네가 처음으로 자연을 이해하게 된 것은 이 여행이 계기였다고 한다. 모네는 스승 부댕이 그리는 것을 지켜본 뒤 그의 지도에 따라 《루엘에서 본 풍경》을 완성했다. 본 작품 자체는 모네의 첫 작품은 아닐 가능성이 높은데, 처음 그린 것치고는 너무나도 정교하고 세련되었기 때문이다.

## 전시 이력
1858년 8월 모네는 르아브르 미술전에 《루엘에서 본 풍경》을 제출하여 접수가 이루어졌다. 같은 전시회에서 스승 부댕의 그림 2점도 모두 《풍경 (루엘 저지대)》라는 제목으로 전시되었다. 이후 루앙에서 전시를 이어갔는데 현지 평론가는 모네의 작품이 부댕의 작품을 빼닮았다고 지적하며 신랄한 평가를 남겼다.  모네는 이를 칭찬으로 받아들였다고 한다.
현재는 일본에서 개인 소장하고 있는 것으로 남아 있으나, 2019년 미국 덴버 미술관의 클로드 모네전에서 외젠 부댕의 작품과 함께 전시가 이루어졌다.

## 해설
1. ↑  '루엘 풍경', '루엘의 풍경' 등의 제목으로도 알려져 있다.